# Holderbank (Solothurn)
Holderbank is een gemeente en plaats in het Zwitserse kanton Solothurn en maakt deel uit van het district Thal.

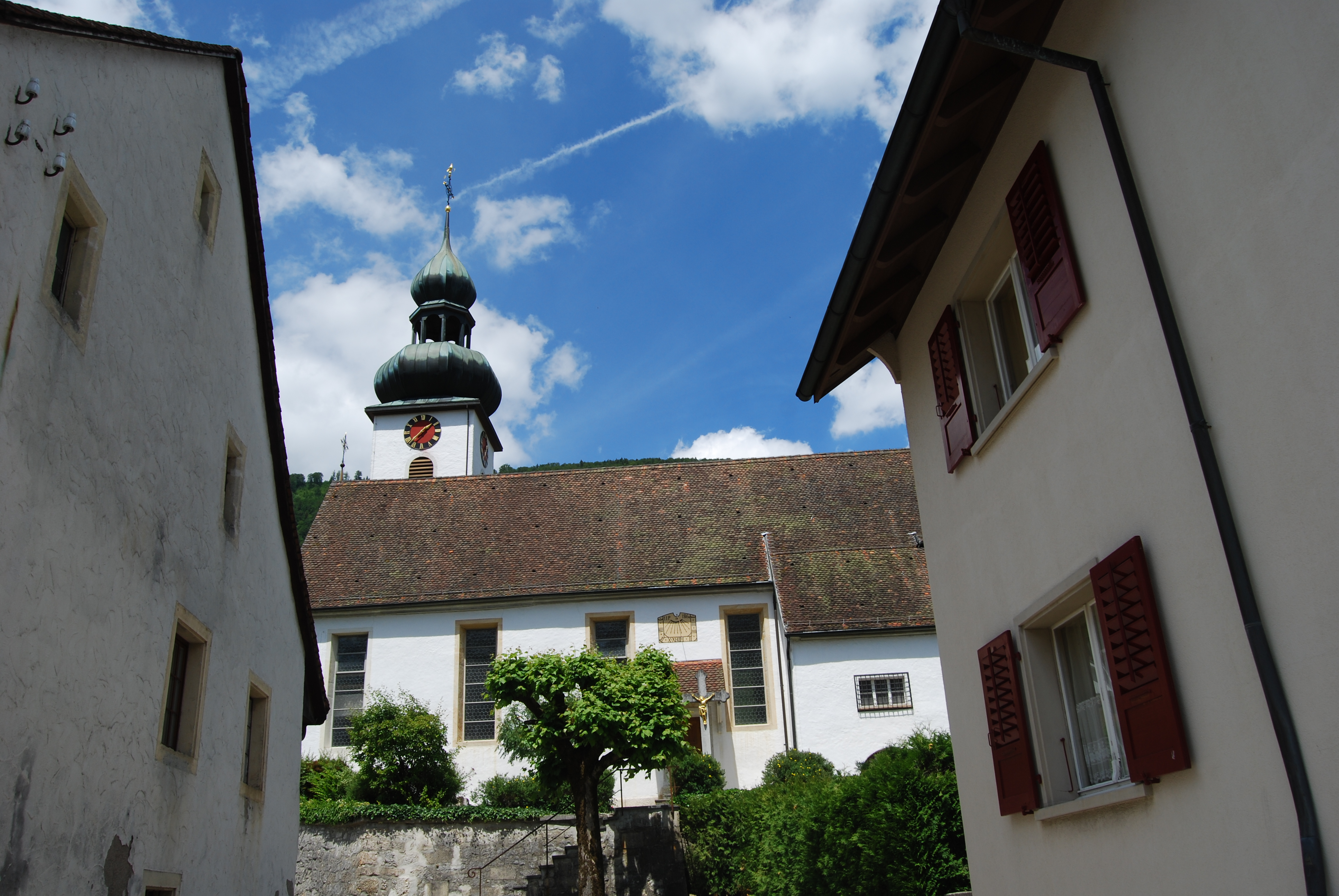
Holderbank

Holderbank telt 676 inwoners.